# Водяное (Софиевский район)
Водяно́е (укр. Водяне) — село,
Девладовский сельский совет,
Софиевский район,
Днепропетровская область,
Украина.
Код КОАТУУ — 1225282502. Население по переписи 2001 года составляло 734 человека .

## Географическое положение
Село Водяное находится на расстоянии в 1 км от посёлка Девладово и села Гончарово.
По селу протекает пересыхающий ручей с запрудой.
Рядом проходит железная дорога, станция Девладово в 2-х км.

## Происхождение названия
Название села происходит от названия балки Водяной в истоке которой оно расположено.
На территории Украины 33 населённых пункта с названием Водяное.

## История
- Село Водяное основано в середине XIX века.
- 1925 год — село становится административным центром Водянского сельского совета, который был ликвидирован в 1987 году.

## Экономика
- ООО «Гончарове».

## Объекты социальной сферы
- Село газифицировано.
- Школа.
- Фельдшерско-акушерский пункт.
- Дом культуры.

## Достопримечательности
- Братская могила советских воинов.

## Известные люди
- Гончаров Пётр Алексеевич (1903-1944) — Герой Советского Союза, похоронен в селе Водяное.